# موسى المعماري
المُعلِّم مُوسى عبدُ الكريم المعماري هو فنَّان وبنَّاء لُبناني اشتهر بعد بنائه قلعته الشهيرة التي سُميت على اسمه «قلعة موسى» وزينها على مدى سنوات طوال مُحققًا حُلم حياته، وأصبحت بِمُرور الزمن مقصدًا لِلُبنانيين والسُوَّاح. ومن المعروف أنَّ موسى احتاج إلى 60 سنة من العمل لبناء قلعته التي حلم بتشييدها مُنذ طفولته، فبدأ العمل بها سنة 1962 وبناها بيديه مُستخدمًا الحجارة والطين، ووضع فيها أشخاصًا مُتحركة تُمثِّل مشاهد مُختلفة من حياة القرية اللُبنانية والشَّاميَّة القديمة في القرنين التاسع عشر والعشرين الميلاديين.

## حياته المُبكرة
وُلد مُوسى المعماري يوم 27 تموز (يوليو) 1930 في قرية الفاكهة الواقعة بِقضاء بعلبك في البقاع، تعود أصوله إلى «حارة السرايا» المُتاخمة لأسوار حصن الأكراد في محافظة حمص بسوريا. اشتهرت عائلته بِتوارثها مهنة العمارة حتى اتخذت من المهنة اسمًا لها، وكان أجداده من الناس الذين استعان بهم السُلطان الظاهر بيبرس لِترميم حصن الأكراد بعد انسحاب الصليبيين منه. كان والده، عبد الكريم المعماري، كثير الترحال، خصوصًا بين المناطق اللُبنانيَّة، وكان يصطحب زوجته معه، ولِهذا السبب وُلد مُوسى في لُبنان في القرية المذكورة. بعد ولادته بِفترة، اصطحبته أمه إلى حارة السرايا لتسجّله في قيود العائلة، فاستقرا في الحارة، وهناك تلقى تعاليمه الأولى في إحدى المدارس القريبة. بعد سنوات، كان على الأم وابنها أن يلتحقا بمكان عمل الوالد في طرطوس. فالتحق موسى بمدرسة «المتنبي» لِمُتابعة تحصيله العلمي. وقع موسى عندما كان في الخامسة عشر من عمره في حب إحدى زميلاته في المدرسة، المُنتمية إلى إحدى العائلات الأرستقراطيَّة، وكان والدها حاكمًا لإحدى نواحي طرطوس ويعيش مع عائلته في قصر. ولمَّا حاول موسى التقرُّب منها سخرت منه وقالت له: «عندما تملك قصرًا، يمكنك أن تتحدث إليّ». وفي إحدى حصص الرسم، طلب المُعلَّم من تلامذته أن يرسموا عصفورًا على شجرة، لكنّ موسى لم يفعل ما طُلب منه، بل رسم القصر الذي وعد الفتاة به، فغضب منه الأُستاذ ومزَّق رسمه وضربه بِقضيب الرُمَّان وطرده من الصف، فخرج حاملًا رسمه المُمزق. قال مُوسى عن هذه الحادثة: «استهجن الأُستاذ أنور ما فعلته، وسألني إن كان هذا القصر المُتخيَّل لِأجدادي. أجبته بأنني رأيت هذا القصر في الحُلم. وأكّدت له أنه سيراه مبنيًا في الواقع، هو الفتاة الحُلوة (سيدة). ظن الأستاذ أنني أهزأ به، فانهال عليَّ يضربني بقضيب رُمَّان، ثم مزَّق الرسم ورماه على الأرض. حملت المزق وغادرت مُتوعدًا بتحقيق الحُلم».

## العودة إلى لُبنان
بعد أيَّامٍ من حادثة المدرسة، ترك موسى طرطوس دون أن يُعلم أحدًا وسار مشيًا على الأقدام إلى صيدا في جنوب لُبنان، وقال في مُذكراته أنَّ هذا كان في 9 أيَّار (مايو) 1945، بعد يوم على إعلان هزيمة ألمانيا في الحرب العالمية الثانية. وفي لُبنان، استقبله عمّه عيسى المعماري الذي كان يعمل في ترميم قلعة صيدا البحرية، وضمّه إلى فريق الترميم. استمر موسى يعمل مع عمه في ترميم القلاع والمباني الأثرية في لبنان طيلة سنوات حتَّى أصبح مُحترفًا، فعمل في ترميم الآثار المعروضة في المتاحف والقصور وأصبح اسمًا معروفًا في مديرية الآثار اللبنانية، كما حصل على وظيفة في شركة كهرباء لُبنان، فتمكن من جمع 15 ألف ليرة لبنانية، واستغلَّها لِيِتزوَّج من ماريَّا عيد ابنة قائمقام بلدة دير القمر، ولِشراء قطعة أرض بلغت مساحتها ثمانية دونمات في البلدة المذكورة، في حين بقي في حوزته خمسة آلاف ليرة.

### بناء القلعة

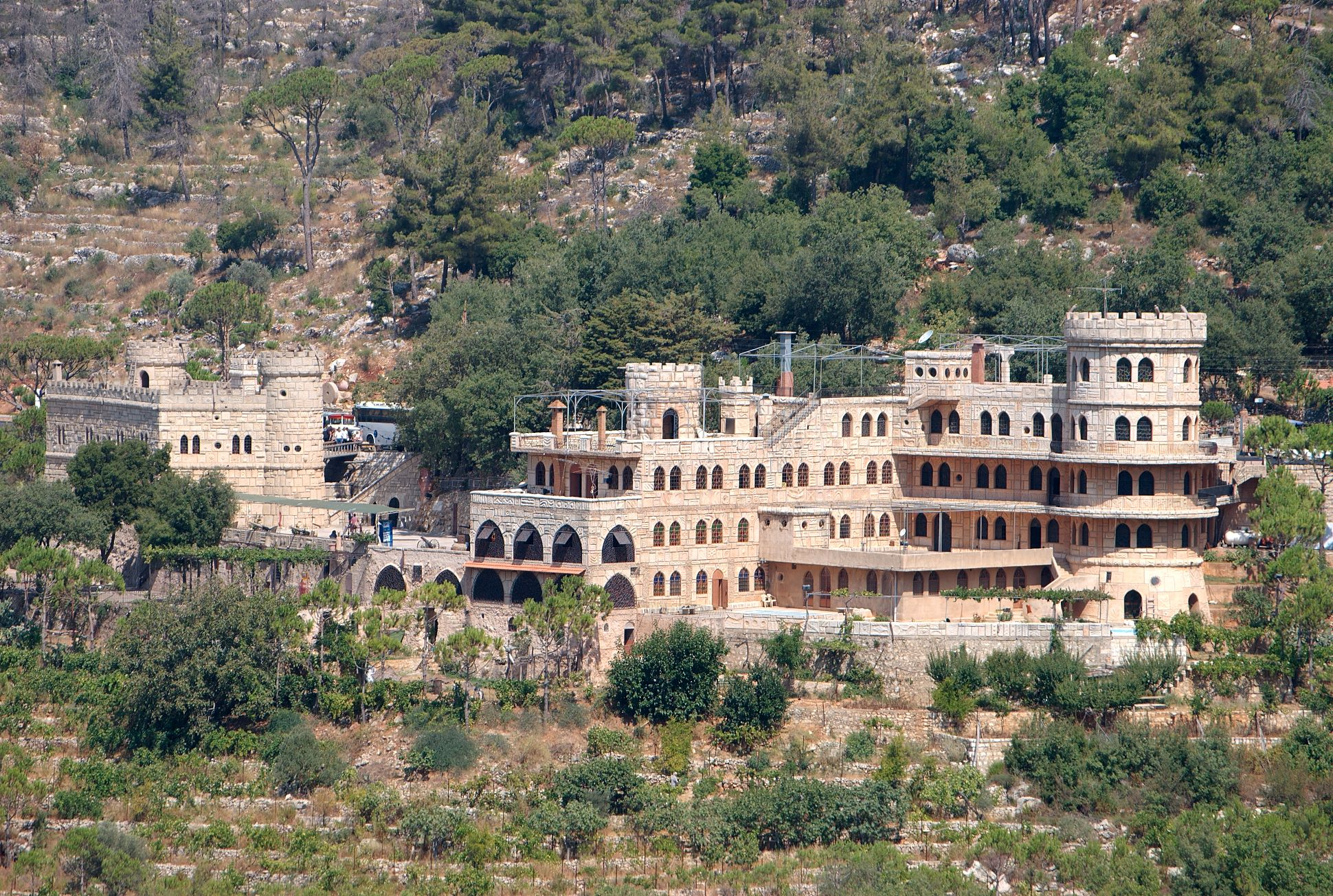
قلعة موسى، بناها موسى المعماري بنفسه.

بدأ مُوسى بتنفيذ مشروعه القاضي ببناء قصره الذي وعد به سنة 1962، وعمل بنفسه على نقل الحجارة من المقالع إلى موضع البناء في الأرض التي اشتراها، وبلغ عدد الأحجار التي نقلها إلى هُناك 6540 حجرًا ضخمًا، فأثَّر هذا على صحَّته فيما بعد حيثُ أُصيب بِترقق العظام، كما تسبب عمله في تقصيب الحجارة بإطالة يده اليمنى سنتيمترين. بعد أربع سنوات من العمل الدؤوب، بمشاركة زوجته، أخذت القلعة تستقبل بعض الزُوَّار الذين بدأ يلفتهم قيام الحجارة المنحوتة والأبراج، وكان الرئيس اللبناني كميل شمعون من أوائل الزُوَّار، وقال مُوسى أنَّ شمعون ساعده في الحصول على قرض طويل الأمد قدره 60 ألف ليرة من بنك التسليف الزراعي بفائدة ضئيلة، بعدما منحه الجنسية اللبنانية. كما ساهم الزعيم الدُرزي كمال جنبلاط في مُساعدة المعماري، فحصل نتيجة هذه المُساعدة على مبلغ عشرة آلاف ليرة لبنانية إضافية، فتمكن بسبب هذه المُساعدات إلى جانب رسوم دخول القصر، وبيع أشغال يدوية كان يصنعها هو وزوجته، من وضع حلمه قيد التنفيذ، فأخذ يستقبل الزوار والسائحين رسميًا في سنة 1967. بعد هذا التاريخ، بدأ المعماري بصنع المُجسَّمات والأدوات المُتحرِّكة التي تنتشر في غرف القصر وطبقاته الثلاث اليوم. فنحتَ وجسّد 75 شخصية، هم أفراد عائلته وأقرباؤه وجميع الفلاحين الذين آزروه في بناء القصر. وأناط بكل شخصيَّة حرفة، كما جسَّد الحدث الهام الذي دفعه إلى تحقيق حلمه، فعاد إلى سوريا وأحضر مقاعد الصف والسبورة من مدرسة المُتنبي في طرطوس، وجسَّد مشهد الأُستاذ وهو يضربه أمام الطلَّاب. أصبحت القلعة بهذا متحفًا تاريخيًّا يُجسِّدُ الحياة القرويَّة اللُبنانيَّة والشَّاميَّة في القرنين التاسع عشر والعشرين، وأضاف إليها موسى مجموعة من الأسلحة القديمة من العصر العُثماني حتى الانتداب الفرنسي للبنان وسوريا، وتُعد هذه المجموعة من أكبر المجموعات في الشرق الأوسط، وتبلغ 16 ألف قطعة سلاح. أتمَّ المعماري بناء الركن الأخير من قلعته سنة 2012، وهي المرحلة الثانية من متحفه الحربي والتراثي بعدما كان قد دشنه سنة 1997.

### لقائه بِـ«سيِّدة»
عثر المعماري على «سيِّدة»، وهي الفتاة التي أحبَّها حينما كان مُراهقًا في طرطوس، بعد 67 سنة من الفراق، وكانت قد انتقلت للعيش في بروكلين بِمدينة نيويورك بِالولايات المُتحدة، فاتفق مع ابنة عمّه القاطنة هُناك لتدعوها إلى زيارة لبنان والقصر، من دون أن تخبرها عن صاحب القصر والغاية منه. وفي سنة 2009 حصلت الزيارة المذكورة، وقال المعماري واصفًا إياها: «كنت أحرص على أن تدخل من الباب المُنخفض. أردت أن تركع أمامي، مثلما ركعتُ يوم ضربني المُعلِّم لأنني حاولت تقبيلها، فلمَّا رأتني سألت: "أنت موسى المعماري؟" قبل أن تدمع عيناها بعد 67 عامًا من الفراق».

## وفاته
تُوفي مُوسى المعماري يوم الأربعاء 31 كانون الثاني (يناير) 2018، ونعاه عدد من الساسة والمعنيين، في مُقدمتهم النائب وليد جنبلاط الذي قال: «فقد لُبنان وفقدت منطقة الشوف فنانًا معماريًا نادرًا، ألا وهو مُوسى المعماري. لقد بنى قلعته وزيَّنها على مدى سنوات طوال وحقَّق بذلك حُلم حياته، فكانت مقصدًا لِجميع اللُّبنانيين والسُيَّاح من كُلِّ حدبٍ وصوبٍ. كم نحنُ بحاجةٍ إلى أمثالك يا مُعلِّم مُوسى لِنبني لُبنانًا جديدًا صلبًا مثل قلعتك. رحمك الله». كما نعى المعماري وزير الثقافة اللبناني غطاس خوري، فقال: «رحيل باني قصر موسى يُشعرنا بِالحُزن ونتذكره لطالما ردد في مُقابلاته أنه قضى مُعظم عمره مُتحديًا الصعاب والمشاكل التي واجهته وأبى أن يستسلم لليأس، وبقي مُثابرًا حتَّى تمكَّن من تحقيق حلم راوده منذُ الصغر. مُوسى المعماري مثلٌ يُحتذى لِكُل إنسانٍ في مُواجهة الصعاب مهما كانت لِتحقيق ما يُؤمن به، رحل تاركا إرثًا ثقافيًّا ومعلمًا لُبنانيَّا يجب المُحافظة عليه». أُقيمت الصلاة على جُثمان مُوسى المعماري يوم السبت 3 شباط (فبراير) 2018 في كنيسة سيدة التلَّة بدير القمر، ووري الثرى بعد ذلك في مدافن العائلة بالبلدة المذكورة.

## طالع
- قائمة المعماريين اللبنانيين
- عاصم سلام